# Mont Saint-Michel
Il Mont Saint-Michel (in bretone Menez Mikael ar Mor) è un isolotto tidale situato presso la costa settentrionale della Francia, dove sfocia il fiume Couesnon, sul quale venne o era Mons Sancti Michaelis in periculo maris (in latino) o Mont Saint-Michel au péril de la mer (in francese).
Attualmente costituisce il centro naturale del comune di Le Mont-Saint-Michel (dipartimento della Manica, regione amministrativa della Normandia); un trattino permette di differenziare tra il comune e l'isolotto: secondo la nomenclatura ufficiale dell'INSEE l'unità amministrativa si chiama (Le) Mont-Saint-Michel, mentre l'isolotto è chiamato Mont Saint-Michel.
I sedimenti inferiori sono costituiti dai detriti dei fiumi Sée, Sélune e Couesnon, che sfociano nella baia; i sedimenti in superficie si trovano tra terra e mare; questa zona è ricca di strati di torba alternati a sabbia calcarea (gusci di conchiglie tritati).
La notevole architettura del santuario e la baia nel quale l'isolotto sorge con le sue maree ne fanno il sito turistico più frequentato della Normandia e uno dei primi dell'intera Francia, con circa 3.200.000 visitatori ogni anno; numerosi immobili che vi sorgono sono individualmente classificati come monumenti storici e l'intero sito è nel suo insieme classificato come tale dal 1862. Dal 1979 fa parte dei Patrimoni mondiali dell'umanità dell'UNESCO.

## Storia

### I Galli
Nei pressi del Mont Saint-Michel la foresta di Scissy, allora non ancora invasa dal mare, era sede di due tribù celtiche, che utilizzavano la roccia per i culti druidici. Secondo l'abate Gilles Deric, uno storico bretone del XVIII secolo, il santuario era dedicato a Beleno, il dio gallico del Sole (Mons vel tumba Beleni, ossia "Monte o tomba di Beleno").

### I Romani
L'arrivo dei Romani vide la costruzione di nuove strade che percorrevano l'intera Armorica: una di queste, che collegava Dol a Fanafmers (Saint-Pair) passava ad ovest del Mons Belenus ("Monte Beleno"). Man mano che le acque avanzavano fu progressivamente spostata verso est, fino a fondersi con la via che passava per Avranches.

### Inizio dell'era cristiana

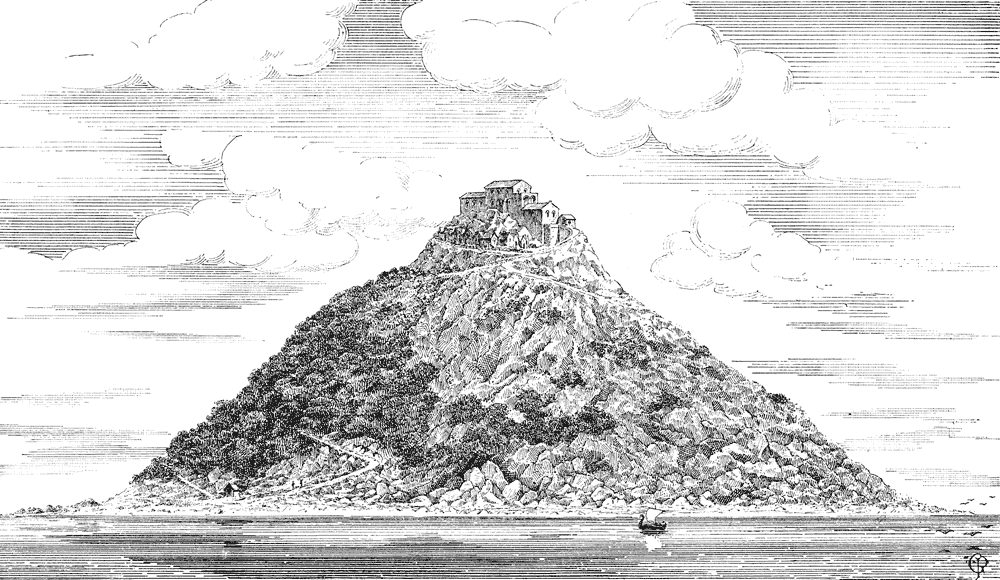
Vista del Mont Saint Michel alla fine del X secolo (incisione del 1910 di Paul Gout).

Il Cristianesimo fece la sua comparsa in Armorica intorno al IV secolo e un primo oratorio dedicato a Santo Stefano, il primo martire cristiano, sorse a mezza altezza del monte, a cui ne seguì un secondo in onore di San Sinforiano, primo martire dei Galli, ai piedi della roccia. Vegliavano sui luoghi degli eremiti, sotto la tutela del curato di Astériac (Beauvoir).
Secondo la leggenda l'arcangelo Michele apparve nel 709 al vescovo di Avranches, sant'Auberto, chiedendo che gli fosse costruita una chiesa sulla roccia. Il vescovo ignorò tuttavia per due volte la richiesta finché San Michele non gli bruciò il cranio con un foro rotondo provocato dal tocco del suo dito, lasciandolo tuttavia in vita. Il cranio di Sant'Auberto con il foro è conservato nella cattedrale di Avranches.
Venne quindi sistemato un primo oratorio in una grotta e la precedente denominazione di Mont-Tombe fu sostituita con quella già citata di Mont-Saint-Michel-au-péril-de-la-Mer.

### L'attuale abbazia benedettina
I conti di Rouen, poi duchi di Normandia, dotarono riccamente i religiosi che le precedenti incursioni dei Normanni avevano fatto fuggire. Il Mont Saint-Michel aveva inoltre acquisito valore strategico con l'annessione al ducato di Normandia della penisola del Cotentin nel 933, venendosi a trovare al confine con il ducato di Bretagna.
Il duca Riccardo I (943-996) nel corso dei suoi pellegrinaggi al santuario rimase indignato dal lassismo dei canonici, che delegavano il culto a clerici salariati, e ottenne dal papa Giovanni XIII una bolla che gli dava l'autorità di riportare l'ordine nel monastero e fondò una nuova abbazia benedettina nel 966, con monaci provenienti da Saint Wandrille (abbazia di Fontenelle).
La ricchezza e la potenza di questa abbazia e il suo prestigio come centro di pellegrinaggio durarono fino al periodo della riforma protestante. Un villaggio si sviluppò ai piedi del santuario per dare accoglienza ai pellegrini. L'abbazia continuò a ricevere doni dai duchi di Normandia e quindi dai re di Francia.
Durante la guerra dei cent'anni l'abbazia si fortificò contro gli inglesi con una nuova cinta muraria che circondò anche la cittadina sottostante. Nel 1423 gli inglesi assediarono il Mont Saint-Michel rimasto fedele al re di Francia e ultima roccaforte della Normandia a non essere caduta in mano al re d'Inghilterra. Per undici anni il monte resistette agli inglesi superiori per numero di uomini: definitivamente battuto nel 1434 l'esercito inglese si ritirò. L'assedio del Mont Saint-Michel fu il più lungo di tutto il Medio Evo. Con il ritorno della pace, si intraprese negli anni 1440 la costruzione della nuova abside della chiesa abbaziale in stile gotico fiammeggiante. Nel 1450, alla battaglia di Formigny gli inglesi vennero sconfitti e la Normandia ritornò definitivamente sotto dominio francese.
A partire dal 1523 l'abate fu nominato direttamente dal re di Francia e fu spesso un laico che godeva delle rendite abbaziali. Nell'abbazia fu installata una prigione e il monastero si spopolò, anche in seguito alle guerre di religione. Nel 1622 il monastero passò ai benedettini della congregazione di San Mauro (mauristi) che fondarono una scuola, ma si occuparono poco della manutenzione degli edifici.

### L'abbandono e la rinascita dopo la rivoluzione francese
Nel 1791, in seguito alla rivoluzione francese, gli ultimi monaci furono cacciati dall'abbazia, che divenne una prigione: vi furono incarcerati a partire dal 1793 più di 300 sacerdoti che rifiutavano la nuova costituzione civile del clero. Nel 1794 un dispositivo telegrafico ottico (sistema di Chappe), fu installato sulla sommità del campanile e il Mont Saint Michel fu inserito nella linea telegrafica tra Parigi e Brest.
L'architetto Eugène Viollet-le-Duc visitò la prigione nel 1835. In seguito alle proteste per la detenzione dei socialisti Martin Bernard, Armand Barbès e Auguste Blanqui, la prigione fu chiusa nel 1863 per decreto imperiale. L'abbazia passò quindi alla diocesi di Coutances. In occasione del millenario della fondazione, nel 1966, una piccola comunità monastica benedettina si è nuovamente insediata nell'abbazia, sostituita nel 2001 dalle Fraternità monastiche di Gerusalemme.

## L'abbazia

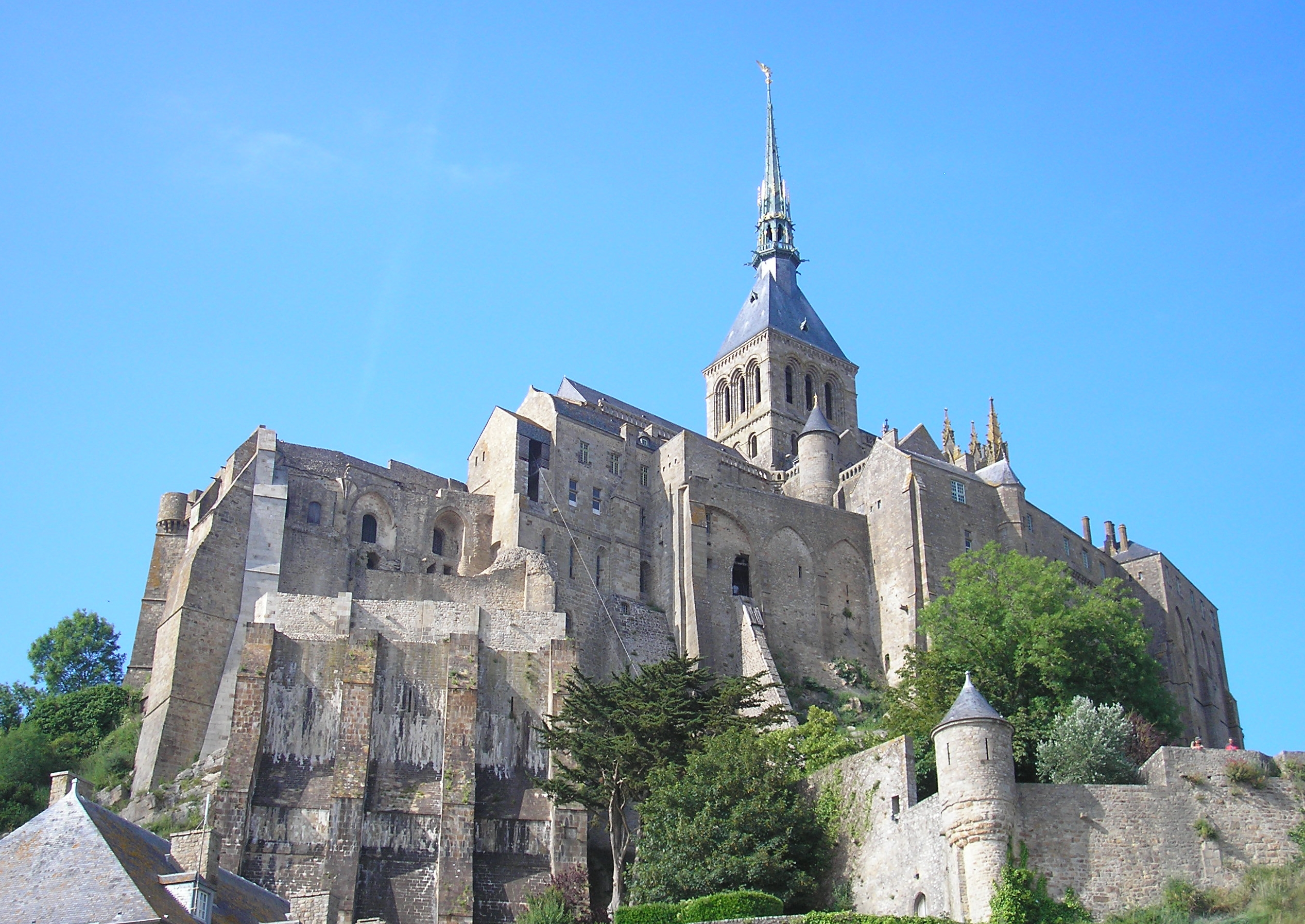
Abbazia di Mont-Saint-Michel

L'abbazia benedettina fu edificata a partire dal X secolo con parti giustapposte che si sono sovrapposte le une alle altre negli stili che vanno dal carolingio al romanico al gotico flamboyant.
I diversi edifici necessari alle attività del monastero benedettino sono stati inseriti nello spazio angusto a disposizione.

## Il culto di san Michele
Il culto di San Michele Arcangelo, ampiamente diffuso in tutta Europa fin dall'antichità, ha fatto di Mont Saint-Michel una delle principali mete di pellegrinaggio della cristianità.
Il Mont Saint-Michel è uno dei tre maggiori luoghi di culto europei intitolati a San Michele Arcangelo, insieme alla Sacra di San Michele in val di Susa e al santuario di San Michele Arcangelo sul Gargano. Per questo motivo, con altri sei santuari, fa parte del Cammino di San Michele.

## La cittadina
La cittadina sorta sulle pendici della roccia sotto l'abbazia si articola intorno all'unica strada della Grande Rue, che sale al santuario girando intorno alla roccia.
Vi si accede attraverso tre porte, la porte de l'Avancée, la porte du Boulevard e la porte du Roi.

## Geografia e dintorni
Il Mont Saint-Michel si trova a 48°38'10" di latitudine nord e a 1°30'40" di longitudine ovest, nella baia che ne prende il nome e che si apre sull'oceano Atlantico. L'isolotto ha circa 960 m di circonferenza e una superficie di circa 7 ettari. La roccia, una formazione granitica, si eleva a un'altezza di 92 m sul livello del mare, ma con la statua di San Michele collocata in cima alla guglia della chiesa abbaziale, raggiunge l'altitudine di 170 metri.

### La foresta di Scissy e l'invasione del mare
All'epoca dei Galli il Mont Saint-Michel, come anche la roccia di Tombelaine, sorgevano all'interno della foresta di Scissy e la riva si estendeva ancora fino a oltre 48 km più lontano, inglobando le isole Chausey. A partire dal III secolo il livello del suolo si abbassò progressivamente, e il mare inghiottì lentamente la foresta: secondo un manoscritto del XV secolo una marea equinoziale particolarmente violenta nel 709 diede il colpo di grazia alla foresta.

### Le maree
La baia in cui sorge l'isolotto roccioso è soggetta al fenomeno delle sabbie mobili, ma è soprattutto nota per l'eccezionale ampiezza delle maree (circa 14 metri di dislivello) che, anche a causa dell'andamento piatto del terreno, risalgono con grande rapidità. Questo ha causato talvolta annegamenti e più di frequente disagi per le automobili lasciate parcheggiate troppo a lungo nelle parti più basse.
Le maree della baia hanno molto contribuito all'inespugnabilità del monte, rendendolo accessibile al minimo della bassa marea (via terra) o al massimo dell'alta marea (via mare).

### I lavori di ripristino del carattere marittimo
La diga di accesso al Mont Saint-Michel, costruita nel 1880, tratteneva la sabbia e aggravava l'insabbiamento della baia, rischiando di far perdere alla roccia la natura di isola: per impedirlo venne prevista la sua sostituzione con passerelle sospese. Si è calcolato che se nessuna azione fosse stata intrapresa, entro il 2040 il Mont-Saint-Michel si sarebbe insabbiato irrimediabilmente circondandosi di prés salés (prati salmastri). Per evitare questo, nel 2005 vennero iniziati i lavori di progettazione per il ripristino e la conservazione di questo tesoro dell'umanità.
Dopo sei anni di lavori, dal 22 luglio 2014 i visitatori possono finalmente raggiungere il Mont attraverso il nuovo accesso creato dall'architetto austriaco Dietmar Feichtinger. L'operazione è costata circa 180 milioni di euro.
Il nuovo ponte-passerella su piloni consente all'acqua di circolare liberamente e fa sì che il Mont ritrovi il suo carattere marittimo non appena il coefficiente della marea oltrepassa 110. Il ponte è stato progettato per fondersi completamente col paesaggio circostante. I piloni del ponte, composti da un nucleo pieno d'acciaio rivestito da uno strato sottile di cemento anticorrosione, sorreggono due percorsi pedonali rivestiti in doghe di quercia e la parte centrale riservata alla circolazione delle navette. Per accedere al Mont, infatti, bisogna parcheggiare nell'apposita area e prendere la navetta gratuita o fare una passeggiata a piedi.
Dopo le grandi maree del 2015, il primo weekend di aprile ha registrato una delle maree più alte dell'anno (coefficiente 118) e il Mont-Saint-Michel ha ritrovato il suo carattere insulare per qualche ora.
Da qui partì il Tour de France 2016.

### La costa
Sulla costa delle sistemazioni con dighe dell'epoca della duchessa Anna di Bretagna hanno permesso di conquistare al mare terre per l'agricoltura e l'allevamento. In particolare ancora oggi si allevano ovini i moutons de pré-salé (montoni del prato salato), le cui carni a causa dei pascoli salmastri acquistano un sapore particolare.
Il materiale alluvionale dei fiumi, continuamente movimentato dal flusso e reflusso delle maree, mescolato alle conchiglie frantumate, dà origine alla tangue, un ricco fertilizzante che fu a lungo utilizzato dai contadini della regione per concimare il suolo. Nel secolo scorso venivano estratti 500 000 metri cubi all'anno di sabbie calcaree.

## Galleria d'immagini

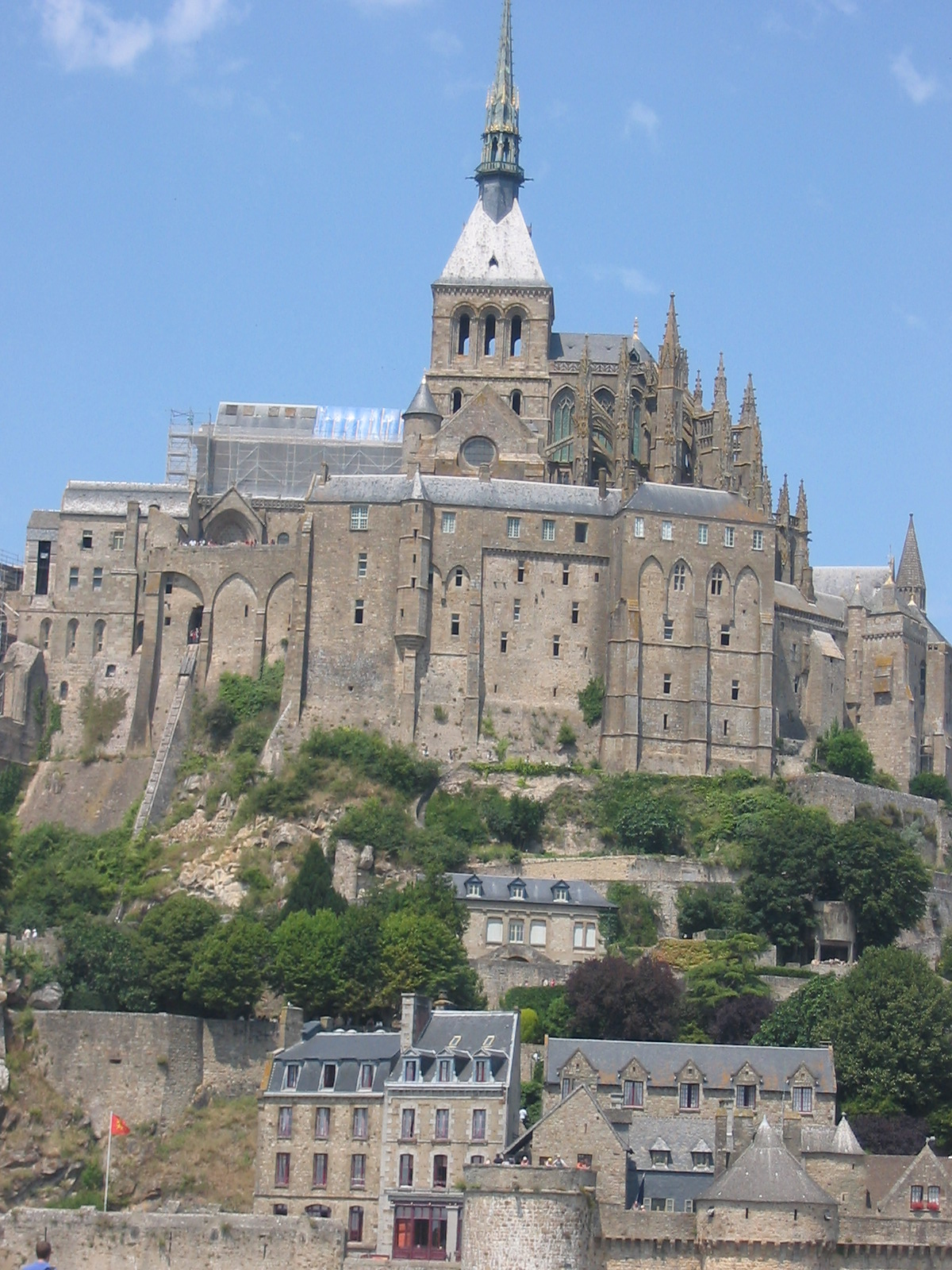
Vista di giorno dell'abbazia
Veduta notturna
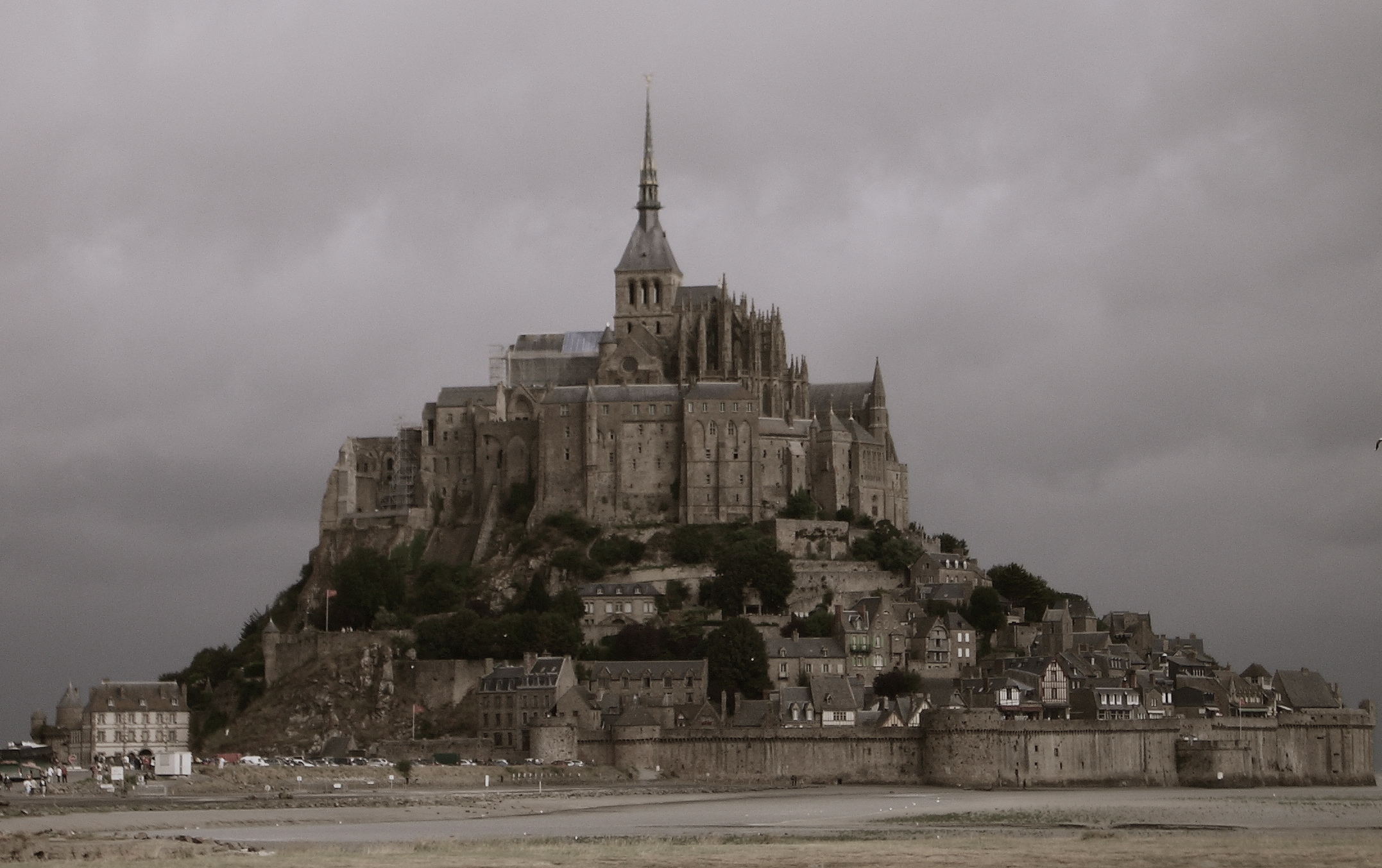
Vista dalla spiaggia
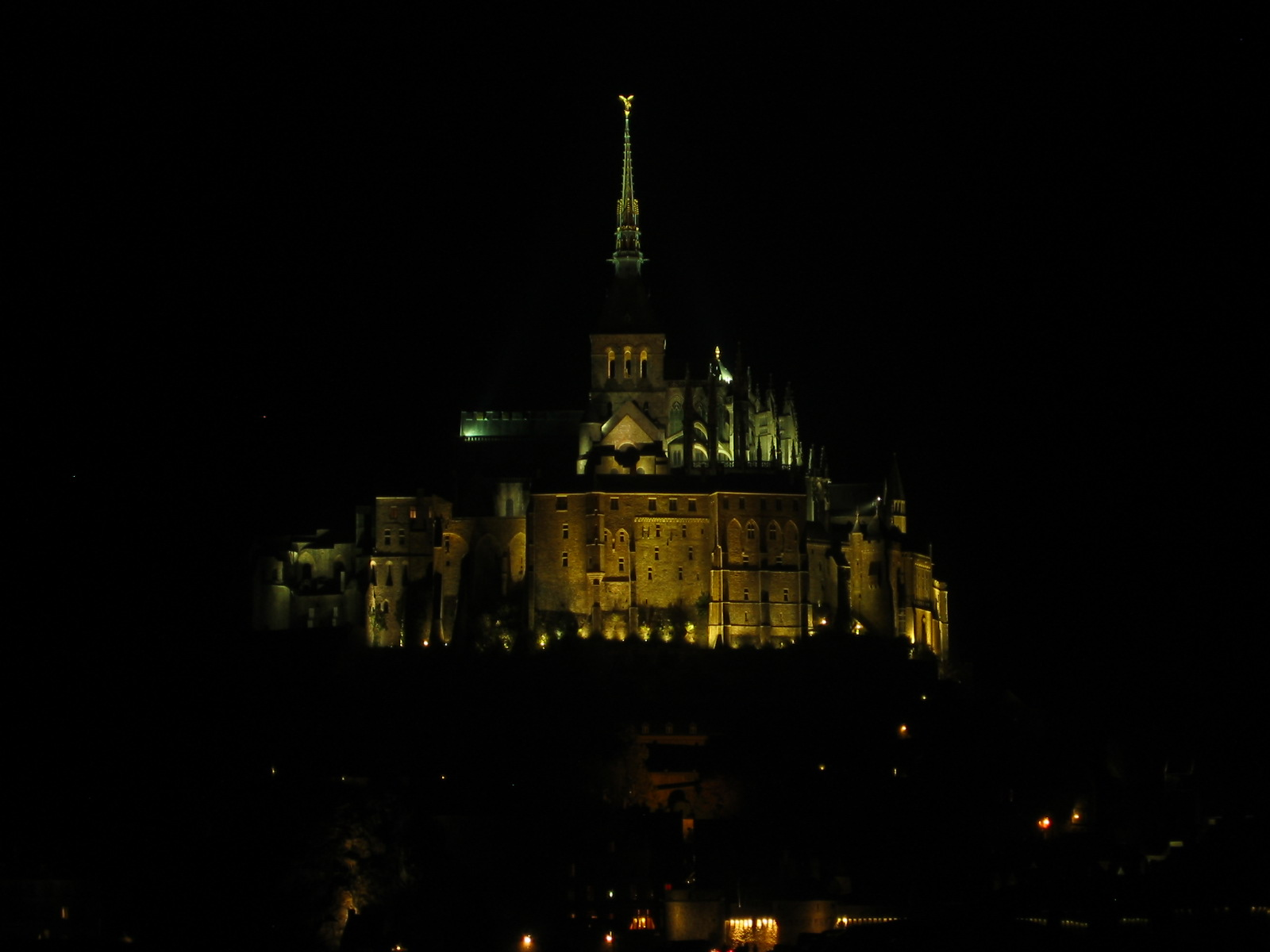
Vista notturna
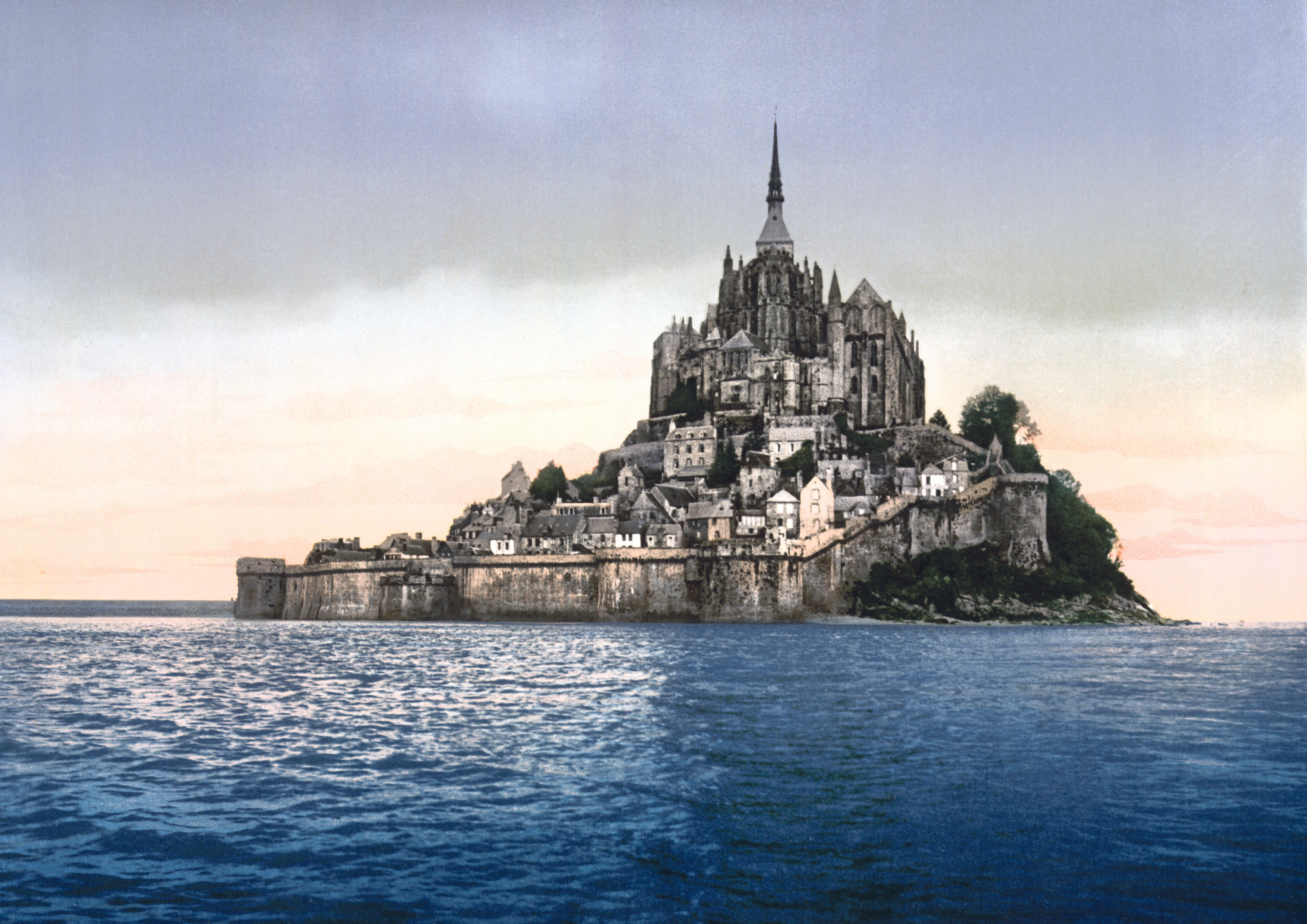
Vista dal mare
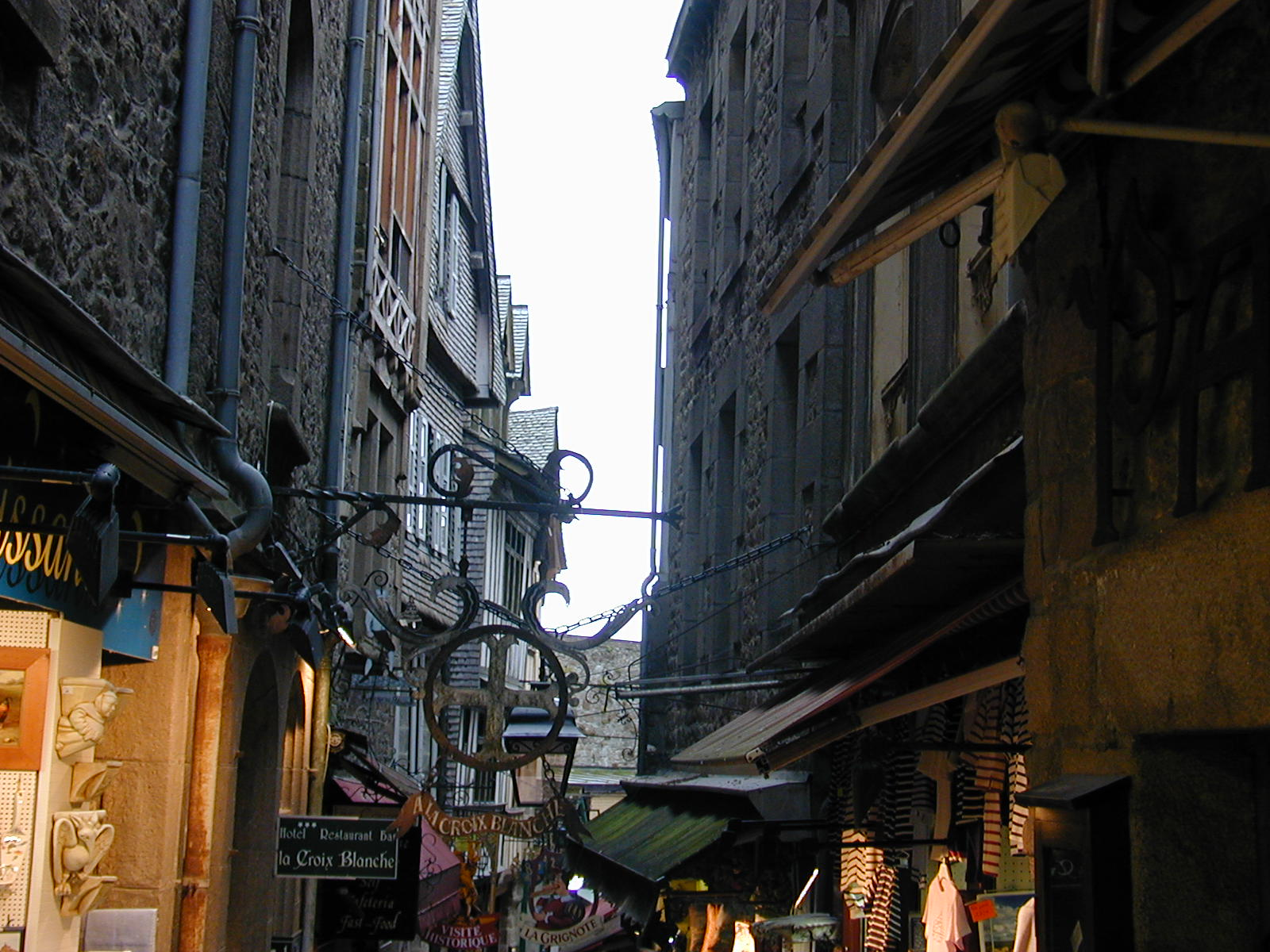
La Grande Rue
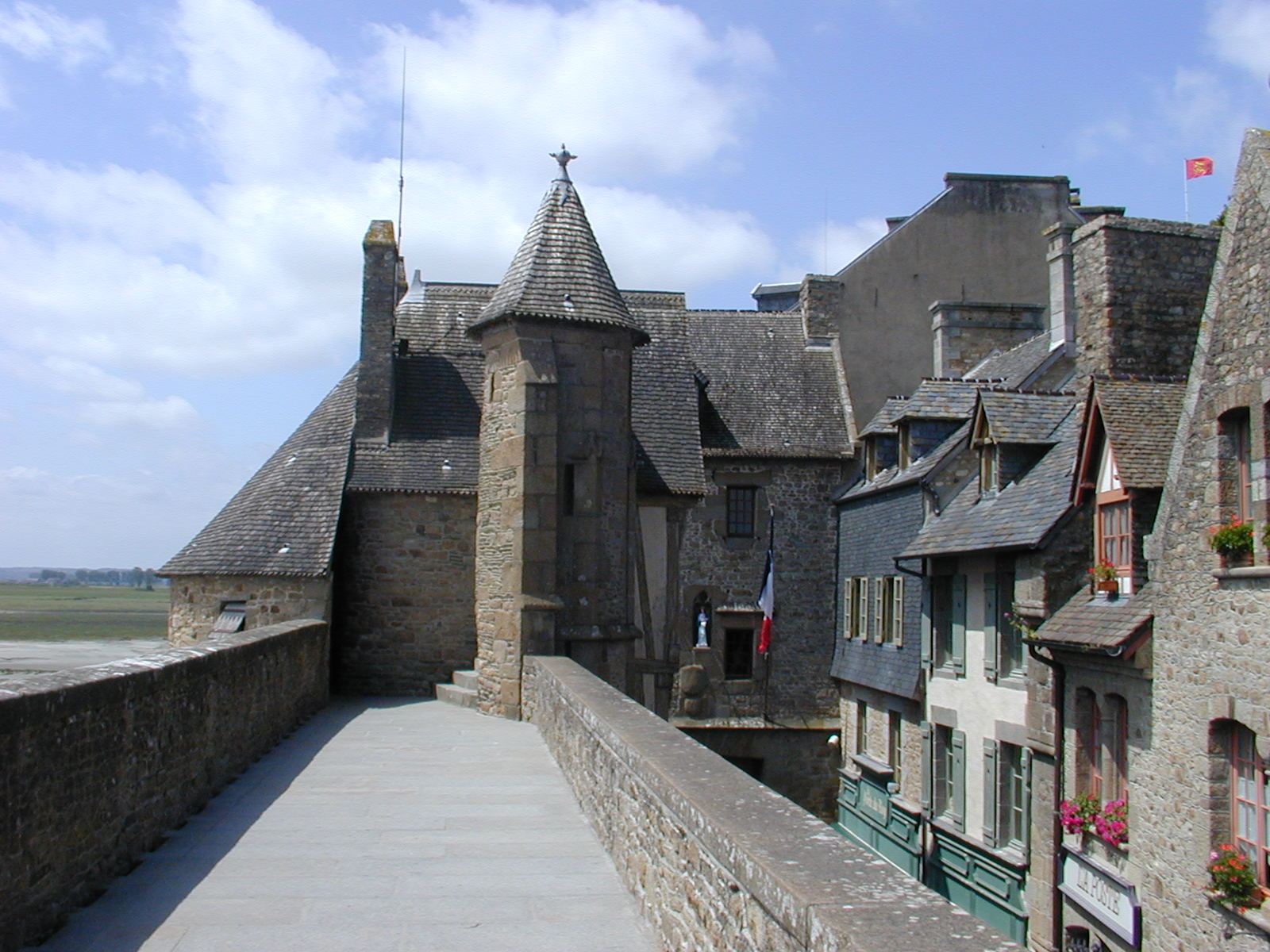
Bastione alla porta di ingresso
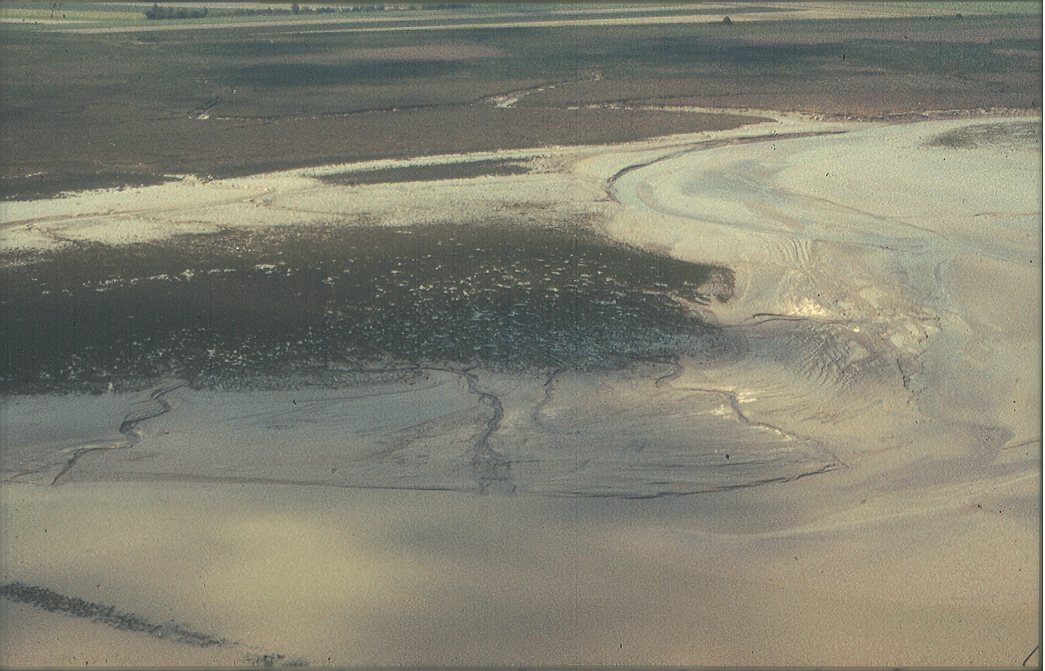
Immagine della costa con la bassa marea dal Mont Saint-Michel
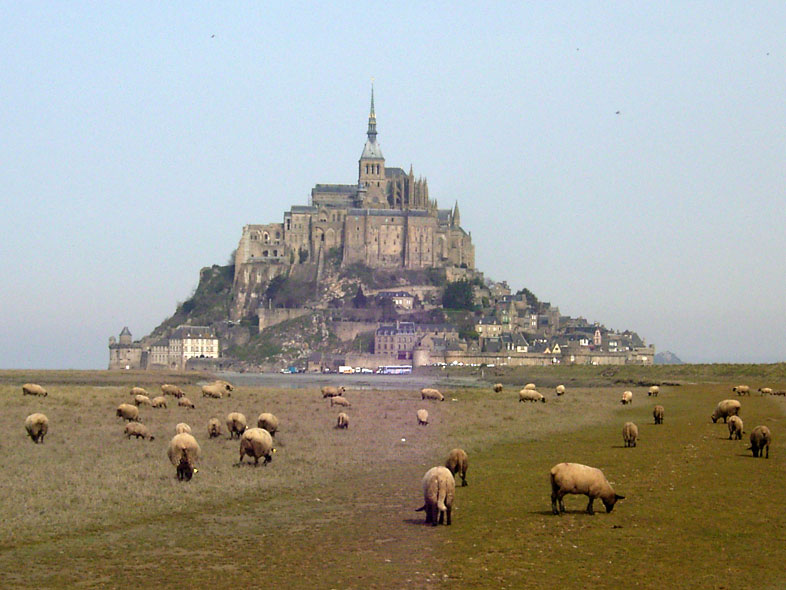
Il pascolo dei moutons de pré-salé davanti al Mont Saint Michel
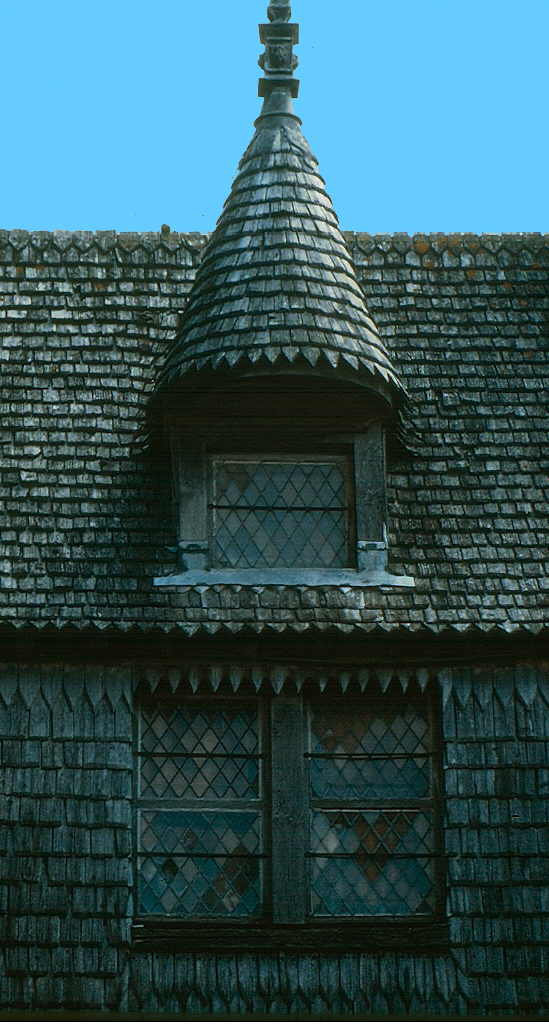
Particolare di un tetto di un'abitazione dell'isola